# Список самых высоких зданий Сингапура

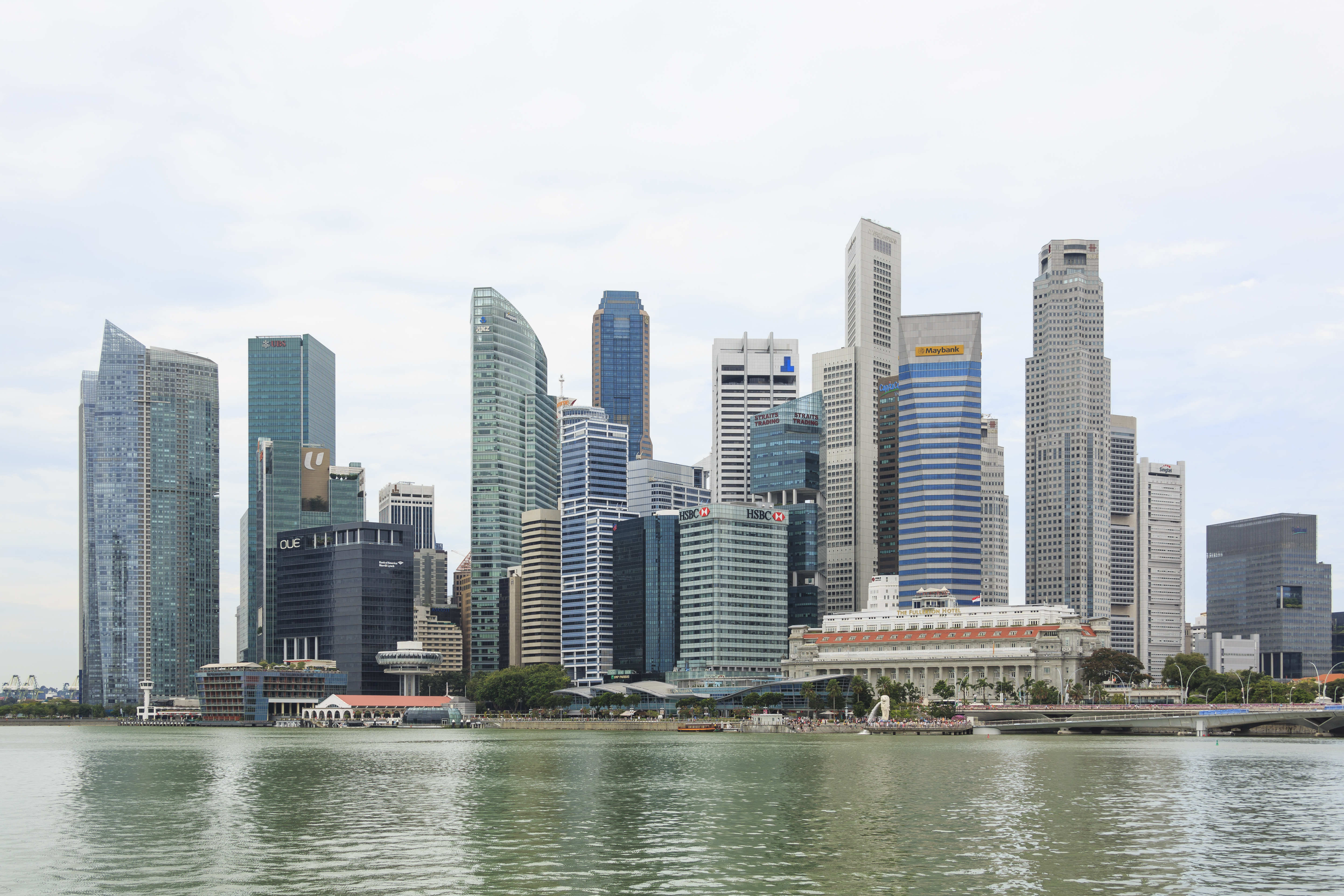
Панорама делового центра Сингапура

Список самых высоких зданий Сингапура содержит упорядоченные по высоте небоскрёбы азиатского города-государства Сингапура. Всего в Сингапуре построен 61 небоскрёб высотой от 170 метров и строится ещё 6 небоскрёбов. Титул самого высокого здания носит 64-этажная башня Guoco Tower высотой в 290 метров, построенная в 2016 году. Второе место делят четыре здания высотой 280 метров: 63-этажная One Raffles Place Tower 1, построенная в 1986 году, 66-этажные United Overseas Bank Plaza One и Republic Plaza, построенные в 1995 году, а также 51-этажная CapitaSpring, воздвигнутая в 2021 году.
В рейтинге городов мира с высотной застройкой Сингапур занимает седьмое место. 

## История
История здешнего небоскрёбостроения началась в 1939 году с постройки 17-этажного здания Cathay Building, который достигал 70 метров и стал самым высоким зданием в Юго-Восточной Азии на момент постройки. В 1954 году пальму первенства перехватило 82-метровое сооружение Ascott Raffles Place, которое оставалось высочайшим в Сингапуре до открытия в 1958 году 100-метрового Shaw House and Centre. В 1970-х и 1980-х годах в Сингапуре начался строительный бум, только за эти два десятилетия было построено 11 небоскрёбов высотой от 170 метров. Одним из них стал построенный в 1986 году 63-этажный One Raffles Place Tower 1 высотой 280 метров, который также был самым высоким в мире за пределами Северной Америки до 1989 года, пока не была построена Башня Банка Китая в Гонконге. В 1990-х и 2000-х годах темп строительства оставался на том же уровне, за данный период было построено 18 небоскрёбов от 170 метров, в это же время были построены 66-этажные башни United Overseas Bank Plaza One и Republic Plaza высотой 280 метров. 2010-е годы охарактеризовались резким увеличением строительства небоскрёбов, за данную декаду было воздвигнуто 32 небоскрёба высотой от 170 метров. В районе Марина-Бей был построен комплекс Marina Bay Financial Centre, включающий в себя 3 офисных и 2 жилых здания. Если до 2000-х годов небоскрёбы были в основном офисными зданиями, то за последние 10 лет было построено много высотных жилых комплексов и зданий, в частности Reflections at Keppel Bay, One Shenton Way, Sky Suites @ Anson, Altez и здания ранее озвученного комплекса Marina Bay Financial Centre.
Долгое время в Сингапуре не строились небоскрёбы высотой от 280 метров, так существует законодательное ограничение, по которому здания в центральной деловой части города не должны быть выше этого значения из-за близости военной авиабазы Пая-Лебар. Тем не менее, компания GuocoLand получила специальную возможность для постройки своего 290-метрового небоскрёба Guoco Tower, который был построен в 2016 году и стал самым высоким зданием Сингапура.

## Построенные здания
В качестве источников использованы списки профильных сайтов Emporis и SkyscraperPage. Если в этих источниках расходятся данные по высоте, этажности или дате постройки, то за основу берётся информация с сайта проектировщика этого здания или официального сайта здания, а данные Emporis и SkyscraperPage указываются как альтернативные.
| №       | Название                                                             | Изображение | Высота (в метрах) | Этажность | Год постройки | Применение                                                                     | Примечания                         |
| ------- | -------------------------------------------------------------------- | ----------- | ----------------- | --------- | ------------- | ------------------------------------------------------------------------------ | ---------------------------------- |
| 1       | Guoco Tower (ранее Tanjong Pagar Centre)                             |             | 290               | 64        | 2016          | Офисы, жилые и торговые помещения, отель, ресторан, сад, паркинг               | [ 1 ] [ 2 ] [ 19 ]                 |
| 2 — 5   | One Raffles Place Tower 1 (ранее Overseas Union Bank Centre Tower 1) |             | 280               | 63        | 1986          | Офисы, торговые помещения                                                      | [ 10 ] [ 11 ] [ 20 ]               |
| 2 — 5   | United Overseas Bank Plaza One                                       |             | 280               | 66        | 1995          | Офисы, торговые помещения, мечеть                                              | [ 12 ] [ 13 ] [ 21 ]               |
| 2 — 5   | Republic Plaza                                                       |             | 280               | 66        | 1995          | Офисы                                                                          | [ 14 ] [ 15 ] [ 22 ]               |
| 2 — 5   | CapitaSpring                                                         |             | 280               | 51        | 2021          | Офисы, жилые помещения                                                         | [ 23 ] [ 24 ] [ 25 ]               |
| 6       | Capital Tower                                                        |             | 260               | 52        | 2000          | Офисы, торговые помещения, паркинг                                             | [ 26 ] [ 27 ] [ 28 ]               |
| 7 — 8   | Sky Suites @ Anson                                                   |             | 250               | 71        | 2015          | Жилые помещения, торговые помещения, паркинг                                   | [ 29 ] [ 30 ] [ 31 ]               |
| 7 — 8   | Altez                                                                |             | 250               | 62        | 2014          | Жилые помещения, торговые помещения, паркинг                                   | [ 32 ] [ 33 ] [ 34 ]               |
| 9 — 11  | The Sail @ Marina Bay                                                |             | 245               | 70        | 2008          | Жилые помещения, торговые помещения                                            | [ 35 ] [ 36 ] [ 37 ]               |
| 9 — 11  | Marina Bay Financial Centre Tower 2                                  |             | 245               | 50        | 2011          | Офисы, паркинг                                                                 | [ 38 ] [ 39 ] [ 40 ]               |
| 9 — 11  | Ocean Financial Centre                                               |             | 245               | 43        | 2011          | Офисы, паркинг                                                                 | [ 41 ] [ 42 ]                      |
| 12      | CapitaGreen (ранее называлось Market Street Office Tower)            |             | 242               | 40        | 2015          | Офисы, торговые помещения, сад                                                 | [ 43 ] [ 44 ] [ 45 ]               |
| 13      | One Raffles Quay North Tower                                         |             | 240               | 50        | 2006          | Офисы, паркинг                                                                 | [ 46 ] [ 47 ] [ 48 ]               |
| 14      | Marina Bay Financial Centre Tower 3                                  |             | 239               | 47        | 2012          | Офисы, паркинг                                                                 | [ 49 ] [ 50 ]                      |
| 15      | V on Shenton                                                         |             | 237               | 54        | 2017          | Жилые и торговые помещения, ресторан, паркинг                                  | [ 51 ] [ 52 ]                      |
| 16 — 17 | Frasers Tower                                                        |             | 235               | 38        | 2018          | Офисы                                                                          | [ 53 ] [ 54 ]                      |
| 16 — 17 | AXA Tower (ранее 8 Shenton Way, The Treasury и Temasek Tower)        |             | 235               | 52        | 1986          | Офисы, торговые помещения, ресторан                                            | [ 55 ] [ 56 ]                      |
| 18      | Asia Square Tower 1                                                  |             | 229               | 43        | 2011          | Офисы, торговые помещения                                                      | [ 57 ] [ 58 ] [ 59 ]               |
| 19 — 20 | Marina Bay Residences                                                |             | 227               | 55        | 2010          | Жилые помещения, торговые помещения, паркинг                                   | [ 60 ] [ 61 ] [ 62 ]               |
| 19 — 20 | Marina Bay Suites                                                    |             | 227               | 66        | 2013          | Жилые помещения, сад, паркинг                                                  | [ 63 ] [ 64 ] [ 65 ]               |
| 21 — 22 | Восточная башня Marina One Residences                                |             | 225.5             | 34        | 2017          | Офисы, торговые и жилые помещения, ресторан, сад, паркинг                      | [ 66 ]                             |
| 21 — 22 | Западная башня Marina One Residences                                 |             | 225.5             | 34        | 2017          | Офисы, торговые и жилые помещения, ресторан, сад, паркинг                      | [ 67 ]                             |
| 23 — 24 | Swissôtel The Stamford (ранее The Westin Stamford)                   |             | 223               | 73        | 1986          | Отель, торговые помещения, паркинг                                             | [ 68 ] [ 69 ] [ 70 ]               |
| 23 — 24 | Millenia Tower                                                       |             | 223               | 41        | 1996          | Офисы                                                                          | [ 71 ] [ 72 ]                      |
| 25      | Asia Square Tower 2                                                  |             | 221,5             | 46        | 2013          | Офисы, отель, торговые помещения, ресторан, паркинг                            | [ 57 ] [ 73 ] [ 74 ]               |
| 26      | ION Orchard (ранее Orchard Turn Development и Orchard Turn Site)     |             | 218               | 56        | 2010          | Жилые помещения, торговые помещения, паркинг                                   | [ 75 ] [ 76 ]                      |
| 27 — 28 | South Beach North Tower                                              |             | 217,5             | 42        | 2015          | Офисы                                                                          | [ 77 ] [ 78 ]                      |
| 27 — 28 | South Beach South Tower                                              |             | 217,5             | 42        | 2015          | Отель, жилые помещения                                                         | [ 79 ] [ 80 ]                      |
| 29      | Central Park Tower                                                   |             | 215               | 63        | 2008          | Жилые помещения                                                                | [ 81 ] [ 82 ]                      |
| 30      | One Shenton Tower 1                                                  |             | 214               | 50        | 2011          | Жилые помещения                                                                | [ 83 ] [ 84 ]                      |
| 31      | One Raffles Place Tower 2 (ранее Overseas Union Bank Centre Tower 2) |             | 213,45            | 38        | 2012          | Офисы, паркинг                                                                 | [ 85 ] [ 86 ] [ 87 ]               |
| 32      | OUE Downtown Tower One (ранее DBS Building Tower One)                |             | 201               | 50        | 1975          | Офисы, театр                                                                   | [ 88 ] [ 89 ]                      |
| 33      | OCBC Centre                                                          |             | 198               | 52        | 1976          | Офисы, ресторан                                                                | [ 90 ] [ 91 ]                      |
| 34      | Marina Bay Sands (комплекс из трёх башен)                            |             | 195               | 57        | 2010          | Отель, торговые помещения, казино, музей, театр, кинотеатр                     | [ 92 ] [ 93 ] [ 94 ] [ 95 ] [ 96 ] |
| 35      | Oasia Hotel Downtown                                                 |             | 193,3             | 27        | 2016          | Офисы, отель                                                                   | [ 97 ] [ 98 ] [ 99 ]               |
| 36      | Pickering Operations Complex (ранее называлось City Telecoms Centre) |             | 191               | 37        | 1986          | Офисы                                                                          | [ 100 ] [ 101 ] [ 102 ]            |
| 37      | Singapore Land Tower                                                 |             | 190               | 48        | 1980          | Офисы, представительство органов власти, паркинг                               | [ 103 ] [ 104 ]                    |
| 38      | International Plaza                                                  |             | 190               | 50        | 1976          | Жилые и торговые помещения, офисы, паркинг                                     | [ 105 ] [ 106 ] [ 107 ]            |
| 39 — 40 | SGX Centre One                                                       |             | 187               | 30        | 2001          | Офисы, паркинг                                                                 | [ 108 ] [ 109 ] [ 110 ]            |
| 39 — 40 | SGX Centre Two                                                       |             | 187               | 30        | 2001          | Офисы, паркинг                                                                 | [ 108 ] [ 109 ] [ 111 ]            |
| 41      | Башня А комплекса DUO Residences                                     |             | 186               | 50        | 2017          | Жилые и торговые помещения, отель, ресторан, паркинг                           | [ 112 ] [ 113 ]                    |
| 42      | Marina Bay Financial Centre Tower 1                                  |             | 186               | 33        | 2010          | Офисы                                                                          | [ 114 ] [ 115 ]                    |
| 43      | mTower (ранее PSA Building)                                          |             | 183               | 42        | 1986          | Офисы                                                                          | [ 116 ] [ 117 ]                    |
| 44 — 47 | Suntec City Tower 1                                                  |             | 181               | 45        | 1997          | Офисы                                                                          | [ 118 ] [ 119 ]                    |
| 44 — 47 | Suntec City Tower 2                                                  |             | 181               | 45        | 1997          | Офисы                                                                          | [ 120 ] [ 121 ]                    |
| 44 — 47 | Suntec City Tower 3                                                  |             | 181               | 45        | 1997          | Офисы                                                                          | [ 122 ] [ 123 ]                    |
| 44 — 47 | Suntec City Tower 4                                                  |             | 181               | 45        | 1997          | Офисы                                                                          | [ 124 ] [ 125 ]                    |
| 48      | 18 Robinson                                                          |             | 180               | 28        | 2019          | Офисы                                                                          | [ 126 ] [ 127 ] [ 128 ]            |
| 49      | Башня B комплекса DUO Residences                                     |             | 179,4             | 50        | 2017          | Офисы, отель                                                                   | [ 129 ] [ 130 ] [ 131 ]            |
| 50      | 16 Collyer Quay (ранее называлось Hitachi Tower)                     |             | 179               | 37        | 1994          | Торговые помещения и офисы                                                     | [ 132 ] [ 133 ] [ 134 ]            |
| 51 — 53 | Reflections at Keppel Bay Tower 1B                                   |             | 178               | 41        | 2011          | Жилые помещения, сад, паркинг                                                  | [ 135 ] [ 136 ] [ 137 ]            |
| 51 — 53 | Reflections at Keppel Bay Tower 2B                                   |             | 178               | 41        | 2011          | Жилые помещения, сад, паркинг                                                  | [ 135 ] [ 138 ] [ 139 ]            |
| 51 — 53 | Reflections at Keppel Bay Tower 3B                                   |             | 178               | 41        | 2011          | Жилые помещения, сад, паркинг                                                  | [ 135 ] [ 140 ] [ 141 ]            |
| 54      | Государственные суды Сингапура                                       |             | 177,8             | 35        | 2019          | Представительства органов власти                                               | [ 142 ] [ 143 ] [ 144 ]            |
| 55      | One Shenton Tower 2                                                  |             | 177,7             | 43        | 2011          | Жилые помещения                                                                | [ 145 ] [ 146 ] [ 147 ]            |
| 56      | Robinson 77 (ранее SIA Building)                                     |             | 176               | 40        | 1998          | Офисы                                                                          | [ 148 ] [ 149 ]                    |
| 57 — 58 | The Concourse (ранее Hong Fok Centre)                                |             | 175               | 41        | 1994          | Жилые и торговые помещения, офисы                                              | [ 150 ] [ 151 ] [ 152 ]            |
| 57 — 58 | Maybank Tower                                                        |             | 175               | 32        | 2002          | Офисы, паркинг                                                                 | [ 153 ] [ 154 ] [ 155 ]            |
| 59      | Oxley Tower                                                          |             | 174,3             | 32        | 2018          | Офисы                                                                          | [ 156 ] [ 157 ]                    |
| 60      | Six Battery Road (ранее Standard Chartered Bank Building)            |             | 174               | 42        | 1984          | Офисы                                                                          | [ 158 ] [ 159 ] [ 160 ]            |
| 61      | Samsung Hub (ранее 3 Church Street)                                  |             | 172               | 30        | 2005          | Офисы, представительства органов власти, смотровая площадка, ресторан, паркинг | [ 161 ] [ 162 ]                    |

## Строящиеся здания
| №     | Название                           | Изображение | Высота (в метрах) | Этажность | Год постройки | Применение      | Пр.             |
| ----- | ---------------------------------- | ----------- | ----------------- | --------- | ------------- | --------------- | --------------- |
| 1     | Central Boulevard Tower            |             | 245               | 46        | 2023          | Офисы           | [ 163 ]         |
| 2 — 3 | Avenue Residences South East Tower |             | 192               | 56        | 2023          | Жилые помещения | [ 164 ] [ 165 ] |
| 2 — 3 | Avenue Residences South West Tower |             | 192               | 56        | 2023          | Жилые помещения | [ 165 ] [ 166 ] |
| 4     | CanningHill Piers Southwest Tower  |             | 180               | 48        | 2025          | Жилые помещения | [ 167 ]         |
| 5 — 6 | One Pearl Bank Tower 1             |             | 178               | 39        | 2024          | Жилые помещения | [ 168 ]         |
| 5 — 6 | One Pearl Bank Tower 2             |             | 178               | 39        | 2024          | Жилые помещения | [ 169 ]         |

## Снесённые здания
| № | Название                             | Изображение | Высота (в метрах) | Этажность | Годы существования | Применение                              | Пр.             |
| - | ------------------------------------ | ----------- | ----------------- | --------- | ------------------ | --------------------------------------- | --------------- |
| 1 | Здание Центрального страхового фонда |             | 171               | 46        | 1976—2017          | Офисы, представительства органов власти | [ 170 ] [ 171 ] |

## Хронология высочайших зданий Сингапура
| Название                                                                       | Изображение | Высота (в метрах) | Этажность | Период    | Применение                                                       | Пр.             |
| ------------------------------------------------------------------------------ | ----------- | ----------------- | --------- | --------- | ---------------------------------------------------------------- | --------------- |
| Cathay Building                                                                |             | 70                | 17        | 1939—1954 | Снесено в 2003 году                                              | [ 5 ] [ 6 ]     |
| Ascott Raffles Place (ранее называлось Asia Insurance Building)                |             | 82                | 20        | 1954—1958 | Жилые помещения, отель                                           | [ 7 ]           |
| Shaw House and Centre                                                          |             | 95—100            | 28        | 1958—1971 | Офисы, торговые помещения, ресторан, театр, кинотеатр, паркинг   | [ 8 ] [ 9 ]     |
| Mandarin Orchard Tower 1 (ранее называлось Meritus Mandarin Singapore Tower 1) |             | 144               | 36        | 1971—1973 | Отель                                                            | [ 172 ] [ 173 ] |
| Mandarin Orchard Tower 2 (ранее называлось Meritus Mandarin Singapore Tower 2) |             | 152               | 40        | 1973—1974 | Отель                                                            | [ 174 ] [ 175 ] |
| UIC Building                                                                   |             | 152               | 40        | 1973—1974 | Офисы                                                            | [ 176 ] [ 177 ] |
| United Overseas Bank Plaza Two                                                 |             | 162               | 38        | 1974—1975 | Офисы                                                            | [ 178 ] [ 179 ] |
| OUE Downtown Tower One (ранее называлось DBS Building Tower One)               |             | 201               | 50        | 1975—1986 | Офисы, театр                                                     | [ 88 ] [ 89 ]   |
| One Raffles Place Tower 1                                                      |             | 280               | 63        | 1986—2016 | Офисы, торговые помещения                                        | [ 10 ] [ 11 ]   |
| United Overseas Bank Plaza One                                                 |             | 280               | 66        | 1995—2016 | Офисы, торговые помещения, мечеть                                | [ 12 ] [ 13 ]   |
| Republic Plaza                                                                 |             | 280               | 66        | 1995—2016 | Офисы                                                            | [ 14 ] [ 15 ]   |
| Guoco Tower (ранее называлось Tanjong Pagar Centre)                            |             | 290               | 64        | c 2016    | Офисы, жилые и торговые помещения, отель, ресторан, сад, паркинг | [ 1 ] [ 2 ]     |

## Комментарии
1. ↑  По данным фирмы Skidmore, Owings & Merrill, проектировавшей здание.
2. ↑  По данным фирмы Tange Associates, проектировавшей здание.
3. ↑  По данным фирмы Tange Associates, проектировавшей здание.
4. ↑  По данным фирмы AECOM[англ.], проектировавшей здание, высота — 260 метров. По данным сайтов Emporis и SkyscraperPage, высота составляет от 253 до 253,9 метра.
5. ↑  По данным фирмы P & T Architects & Engineers Ltd.[англ.], проектировавшей здание.
6. ↑  По данным фирмы Team Design Architects, проектировавшей здание.
7. ↑  По данным официального сайта.
8. ↑  По данным фирмы RSP Architects, проектировавшей здание.
9. ↑  По данным фирмы Kohn Pedersen Fox[англ.], проектировавшей здание, высота — 240 метров. По данным сайтов Emporis и SkyscraperPage, высота составляет 245 метров.
10. ↑  По данным фирмы AECOM[англ.], проектировавшей здание.
11. ↑  По данным фирмы Keppel[англ.], во владении которой находится здание.
12. ↑  По данным фирмы Keppel[англ.], во владении которой находится здание.
13. ↑  По данным фирмы Pei Cobb Freed & Partners[англ.], проектировавшей здание, высота — 223 метра. По данным сайтов Emporis и SkyscraperPage, высота составляет 226 метров.
14. ↑  По данным фирмы AECOM[англ.], проектировавшей здание.
15. ↑  По данным фирмы Tange Associates, проектировавшей здание, высота — 213,45 метров. По данным сайтов Emporis и SkyscraperPage, высота составляет 210 метров.
16. ↑  По данным фирмы Safdie Architects, проектировавшей здание, высота — 195 метров. По данным сайтов Emporis и SkyscraperPage, высота составляет 207 метров.
17. ↑  По данным фирмы Tange Associates, проектировавшей здание, высота — 191 метр. По данным сайтов Emporis и SkyscraperPage, высота составляет 177 метров.
18. ↑  По данным фирмы Tange Associates, проектировавшей здание, число этажей — 37. По данным сайтов Emporis и SkyscraperPage, число этажей составляет 43.
19. ↑  По данным фирмы Tange Associates, проектировавшей здание.
20. ↑  На официальном сайте здания указана высота в 190 метров. По данным сайтов Emporis и SkyscraperPage, высота составляет чуть выше 189 метров.
21. ↑  По данным фирмы Architects 61, проектировавшей здание.
22. ↑  По данным фирмы Architects 61, проектировавшей здание.
23. ↑  По данным фирмы Architects 61, проектировавшей здание.
24. ↑  По данным фирмы Architects 61, проектировавшей здание.
25. ↑  По данным фирмы Architects 61, проектировавшей здание.
26. ↑  По данным фирмы Architects 61, проектировавшей здание.
27. ↑  По данным фирмы Architects 61, проектировавшей здание.
28. ↑  По данным фирмы Architects 61, проектировавшей здание.
29. ↑  По данным официального сайта Maybank
30. ↑  По данным агентства недвижимости CapitaLand[англ.].
31. ↑  По данным Emporis — 2005 год, по данным SkyscraperPage — 2006 год.